# Daina (Letonia)

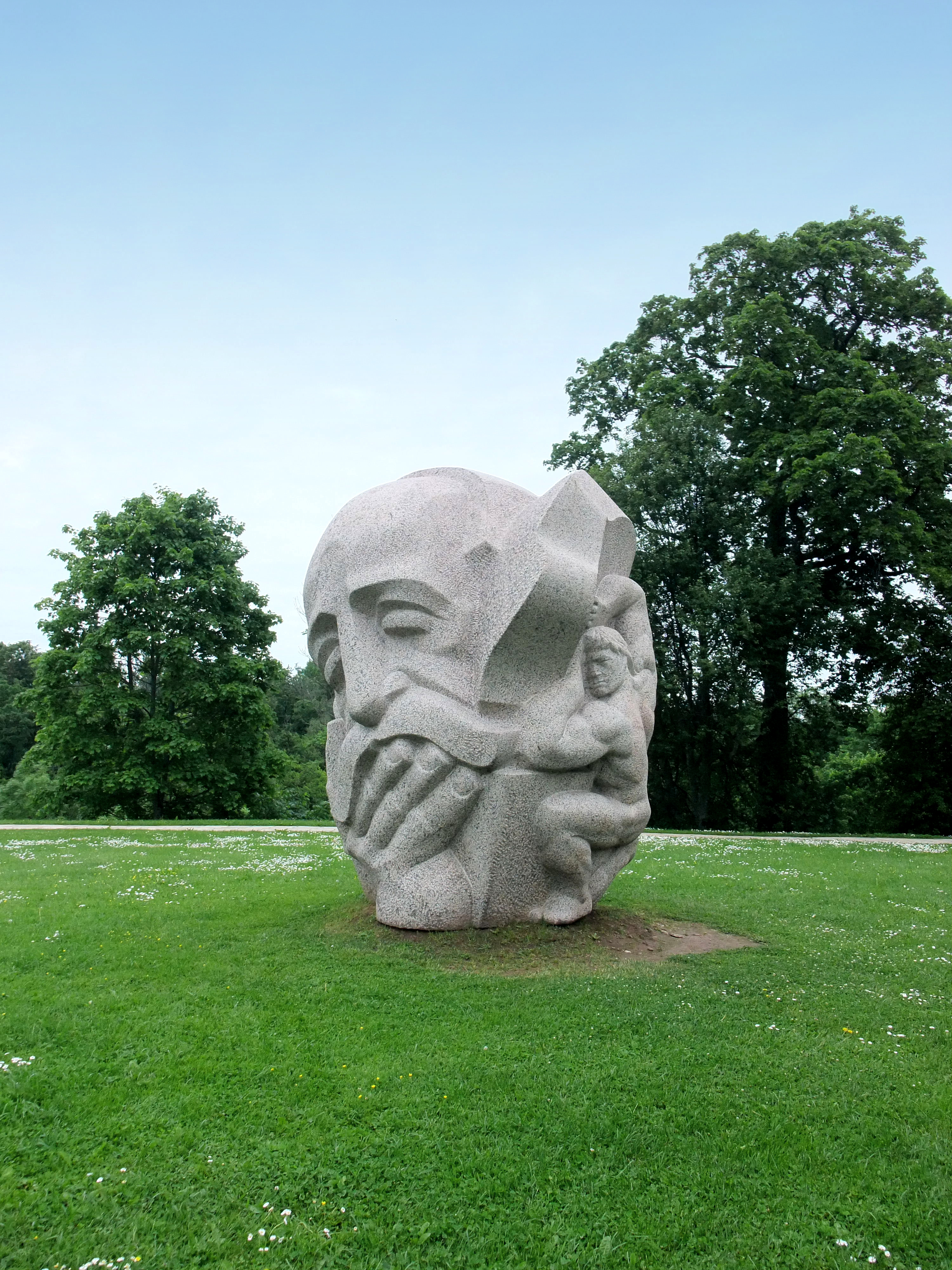
Sculptură închinată dainei pe o colină de lângă orașul leton Sigulda

O daina sau tautas dziesma este o formă tradițională de muzică sau poezie din Letonia. 
Daina lituaniene au trăsături comune cu daina letone, dar au fost influențate mai mult de cântecele populare tradiționale europene, precum doinele românești cu care au multe trăsături în comun, inclusiv etimologia.
                                                                                             
Daina letone de multe ori imită sunetul drâmbei și conțin teme și legende precreștine; pot fi însoțite de instrumente muzicale, cum ar fi letona kokle - un fel de țiteră. 
Daina tind să fie foarte scurte (de obicei un catren) și sunt, de obicei, în ritm trohaic sau dactilic.

## Teme
Liric, daina pot fi auzite la festivalurile tradiționale letone dar, în contrast cu cele mai multe forme similare, nu au niciun erou legendar.
                                                                               
Poveștile de multe ori gravitează în jurul unor zeități precreștine ca divinitatea solară Saule și divinitatea lunară Mēness.
                                                                                
Altă temă majoră este viața umană cu ciclurile ei, în special de cele trei evenimente majore: nașterea, nunta și moartea (inclusiv înmormântarea)  

## Vezi și
- Doină

## Legături externe
- lv Virtual collection of Latvian dainas Dainu skapis
- lv Archives of Latvian Folklore, Audio recordings of Latvian folklore